# Delhi (Minnesota)
Delhi es una ciudad ubicada en el condado de Redwood en el estado estadounidense de Minnesota. En el Censo de 2010 tenía una población de 70 habitantes y una densidad poblacional de 34,87 personas por km².

## Geografía
Delhi se encuentra ubicada en las coordenadas 44°35′53″N 95°12′48″O / 44.59806, -95.21333. Según la Oficina del Censo de los Estados Unidos, Delhi tiene una superficie total de 2.01 km², de la cual 2.01 km² corresponden a tierra firme y (0%) 0 km² es agua.

## Demografía
Según el censo de 2010, había 70 personas residiendo en Delhi. La densidad de población era de 34,87 hab./km². De los 70 habitantes, Delhi estaba compuesto por el 98.57% blancos, el 0% eran afroamericanos, el 0% eran amerindios, el 0% eran asiáticos, el 1.43% eran isleños del Pacífico, el 0% eran de otras razas y el 0% pertenecían a dos o más razas. Del total de la población el 0% eran hispanos o latinos de cualquier raza.